# Ciudadanos (Chile)
Ciudadanos cuyo acrónimo es CIU, fue un partido político chileno de ideología liberal igualitaria fundado en 2013 y disuelto en 2022. Agrupaba a militantes e independientes de centroizquierda que no militaban en los partidos de la exNueva Mayoría. Entre los militantes de partidos, estos principalmente provenían del Partido Demócrata Cristiano (PDC) y el Partido por la Democracia (PPD).
Se denominó Fuerza Pública, movimiento político originado el 8 de octubre de 2013, en torno a la figura del exministro de Hacienda del primer gobierno de Michelle Bachelet, Andrés Velasco Brañes, luego de su participación como candidato independiente en las primarias presidenciales de la Nueva Mayoría de junio de 2013. En agosto de 2015, el movimiento acordó trabajar por transformarse en partido político. Paralelamente, en octubre del mismo año, la colectividad acordó cambiar su nombre a Ciudadanos. El 16 de septiembre de 2016, se constituyeron como partido ante el Servicio Electoral (Servel).
El 9 de enero de 2018, tras no reunir los requisitos legales para continuar existiendo como partido político, por ende, se fusionó con "Todos", dando vida a "Ciudadanos", cuyo lema fue: "Somos Todos". El 7 de febrero de 2022, el partido fue nuevamente disuelto al no alcanzar la cantidad de votos necesaria para mantener su legalidad.

## Historia

### Fuerza Pública (2013-2015)

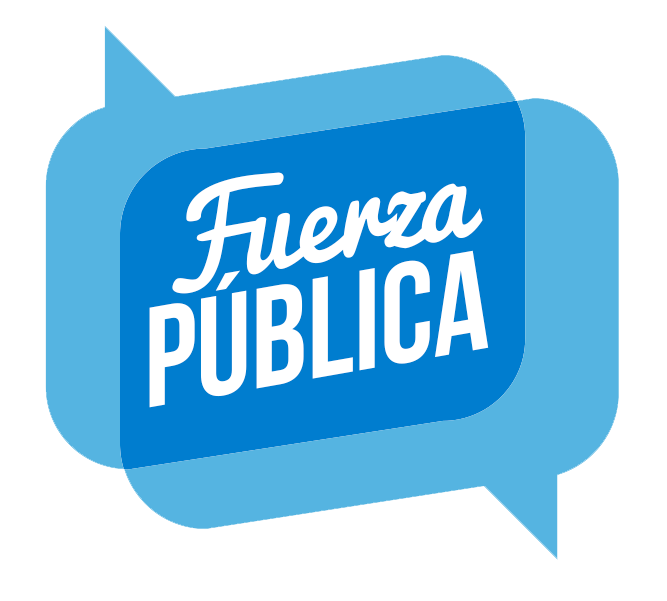
Emblema de Fuerza Pública (2013-2015).

En las elecciones primarias presidenciales de la Nueva Mayoría, realizadas en junio de 2013, el exministro de Hacienda Andrés Velasco, candidato independiente, logró el segundo lugar, con un 13% de apoyo. En octubre de ese mismo año, presentó su movimiento político denominado «Fuerza Pública», que congregó a los adherentes de esa campaña y otras figuras provenientes desde otros sectores, muchos desde el Partido Demócrata Cristiano (PDC) y el Partido por la Democracia (PPD).
Fuerza Pública fue presentado oficialmente el 7 de octubre de 2013 mediante una ceremonia realizada en el Palacio Concha del barrio Concha y Toro de Santiago de Chile. En aquella ceremonia, Velasco indicaba que el contexto en el que se formaba Fuerza Pública, era un “(...) momento en que, además de elegir a un candidato, los países se piensan a sí mismos y discuten su futuro", así mismo detalló que las transformaciones se pueden conseguir “planteando reformas y debatiéndolas, estando activos en los medios digitales y en las redes sociales, involucrándonos con las organizaciones estudiantiles, ciudadanas y sociales, y apoyando a candidatos a cargos de elección popular".
Fue presidido por Andrés Velasco, y entre los integrantes de Fuerza Pública se contaron a Andrés Velasco Brañes, Rafael Guilisasti, Juan José Santa Cruz, Pablo Halpern, José Joaquín Brunner, Eduardo Vergara, Mariana Aylwin y Pilar Armanet.
Para las elecciones parlamentarias de 2013, Fuerza Pública entregó su apoyo público a los candidatos a diputados Sebastián Iglesias y Eduardo Vergara, y a la candidata a senadora Soledad Alvear, sin resultar electos.
El 15 de agosto de 2015 la agrupación realizó una votación, en la cual el 99,17% de los participantes acordó que Fuerza Pública se convierta en partido político, y se eligió a Alex Olivares como nuevo coordinador nacional, Sebastián Iglesias como nuevo presidente del Consejo Político, Patricio Arrau, Patricio Artiagoitia, Juan Pablo de la Hoz, Rodrigo Chandía, Caro Mayol, Alexis Barría, Felipe Vergara y Pere Palés como secretario general.

### Ciudadanos (2015-presente)

Símbolo de Ciudadanos (2015-2018).

El 28 de septiembre de 2015, el movimiento anunció la formación de una coalición política junto a Amplitud y Red Liberal, de cara a las elecciones municipales de 2016. Dicha coalición fue presentada oficialmente bajo el nombre Sentido Futuro el 13 de enero de 2016.
El 21 de octubre la agrupación decidió cambiar de nombre. La opción "Ciudadanos" triunfó por 297 votos versus 285 de la opción "Plural". El 31 de diciembre de 2015 fue publicado en el Diario Oficial de la República de Chile el extracto de constitución del partido, por lo que se inició el plazo para recolectar firmas y que sea reconocido legalmente por el Servicio Electoral. El 26 de julio presentaron sus primeras firmas para constituirse en las regiones de Antofagasta, Los Ríos y Aysén.
El 30 de agosto de 2016 el Servel aprobó la constitución legal del partido en la Región de Aysén, siendo inscrito en el Registro de Partidos Políticos el 6 de septiembre; sin embargo, la autoridad rechazó la inscripción en las regiones de Antofagasta y Los Ríos debido a errores en la recolección de firmas. Tras subsanar dichos errores, el Servel aceptó la inscripción en esas dos regiones el 6 de octubre del mismo año.
El 11 de diciembre de 2016 se eligió una nueva directiva del partido, quedando encabezado por Andrés Velasco como presidente, Viviana Pérez como secretaria general, Diego del Barrio como tesorero, además de seis vicepresidentes: Hernán Urrutia M., Fernanda Poblete A., María Ignacia Gómez M., Claudio López R., Paula Rojas E. y Andrés Espinoza R.
El 27 de abril de 2017 el Servicio Electoral de Chile anunció que el partido sería disuelto por no cumplir con el mínimo de militantes necesarios en tres regiones contiguas u ocho discontinuas para mantener su estatus legal. Tras dicho anuncio, el partido presentó una reclamación ante el Tribunal Calificador de Elecciones (Tricel) para revertir dicha situación. El 27 de junio de 2017 el Tricel resolvió acoger la reclamación de Ciudadanos, manteniendo el estatus legal del partido al lograr haberse constituido en más de tres regiones contiguas. Luego de este fallo, el Servel procedió a inscribir legalmente a Ciudadanos en las regiones de Arica y Parinacota, Tarapacá, Valparaíso, Maule, y Los Lagos el 18 de julio.
Luego de no cumplir con los requisitos mínimos para mantener su estatus legal después de las elecciones parlamentarias de 2017, el 21 de diciembre de ese año el partido acordó fusionarse con Todos con tal de subsistir, decisión que fue ratificada por la militancia mediante una consulta realizada los días 28 y 29 de diciembre. El 9 de enero de 2018, en Santiago, se firmó la escritura del nuevo partido "Ciudadanos"; ordenando el Servicio Electoral, el 19 de febrero de 2018, la publicación del extracto de la escritura de fusión. Finalmente, el 8 de mayo de 2018 la fusión fue reconocida legalmente por el ente electoral.

#### Elecciones internas y crisis (2018)
El 17 y 18 de agosto de 2018 se realizaron elecciones entre los militantes de Ciudadanos para definir a los nuevos integrantes de la mesa directiva del partido, las cuales se realizaron mediante un sistema de votación electrónica a distancia a través de la empresa E-Voting. Se presentaron en la ocasión 3 listas.
- «Ciudadanos de a Pie», liderada por María Ignacia Gómez y que contaba con el apoyo de Andrés Velasco Brañes.
- «Ciudadanos Puertas Abiertas», liderada por Juan José Santa Cruz.
- «Democracia en Movimiento», liderada por Claudio Quiroz.[41]

Durante la votación se detectaron irregularidades en la emisión de votos, las que fueron denunciadas principalmente por la lista «Ciudadanos de a Pie». Inicialmente se reportaron 169 votos que contenían irregularidades, entre ellas que habrían sido emitidos desde una misma dirección IP ubicada en Peñaflor. Al momento de realizar el escrutinio de los votos, se solicitó a la empresa E-Voting la apertura de la urna electrónica, lo cual no se llevó a cabo debido a que se reclamaba que la apertura de la urna no permitiría establecer el origen de las irregularidades detectadas —el miembro del Tribunal Supremo del partido, Esteban Ovalle, se negó a entregar la llave electrónica correspondiente para el procedimiento—, por lo que se decidió mantener cerrada la urna hasta aclarar las reclamaciones presentadas.
En los días siguientes aparecieron nuevas denuncias de irregularidades: 206 votos que habrían sido emitidos desde direcciones IP similares o idénticas, en las cuales cada dirección habría emitido alrededor de 10 sufragios, y otros 66 detectados por la lista «Ciudadanos de a Pie», sumando un total de 441 votos objetados. El conflicto fue escalando entre los miembros de Ciudadanos, a tal punto que el 31 de agosto diversos militantes del partido renunciaron a la colectividad, entre ellos Sebastián Sichel y el líder de la lista «Ciudadanos Puertas Abiertas», Juan José Santa Cruz.
El 8 de septiembre de 2018 el Tribunal Supremo de Ciudadanos emitió un comunicado informando que se abrió la urna electrónica para realizar el escrutinio y se eliminaron 332 votos que presentaban anomalías. La lista «Ciudadanos Puertas Abiertas» obtuvo 469 votos, mientras que «Ciudadanos de a Pie» recibió 453 preferencias, «Democracia en Movimiento» 9 votos y fueron emitidos 23 votos en blanco. Dado que Santa Cruz había anunciado su renuncia al partido en días anteriores, el partido señaló que aún no pueden declarar a la lista como ganadora mientras se revise la situación de los integrantes de la lista, y también debido a que la lista no habría obtenido la mayoría absoluta de los sufragios.
Finalmente, el 21 de septiembre el Tribunal Supremo del partido proclamó ganadora a la lista «Ciudadanos de a Pie» ya que todos los miembros de la lista «Ciudadanos Puertas Abiertas» habrían renunciado al partido antes que se abriera la urna electrónica para realizar el escrutinio.
El grupo disidente que abandonó Ciudadanos, encabezado por Juan José Santa Cruz, lanzó el 23 de marzo de 2019 el movimiento político «Libres», que busca convertirse a futuro en partido.
El 30 de septiembre de 2020, Ciudadanos opta por formar parte del nuevo pacto de oposición con miras a las elecciones de gobernadores regionales llamado Unidad Constituyente, el cual integran además los partidos Demócrata Cristiano, por la Democracia, Socialista, Radical y Progresista.
Con fecha 7 de noviembre de 2020, se llevan a cabo las elecciones internas para el período 2020-2022, siendo electa la lista "Ciudadanos Aprueba" por sobre la lista "Somos Todos Ciudadanos". La primera lista planteó un programa de gobierno de consolidación en el pacto Unidad Constituyente, aspirando a ser el partido liberal progresista del conglomerado social demócrata y, por su parte, la segunda lista estuvo conformada por militantes que planteaban llevar al partido a explorar sinergias en el centro político. De esta forma, la directiva central quedó conformada por la presidenta María Ignacia Gómez, como secretario general Rodrigo Rettig Vargas, y como tesorera a Javiera Arias Gutiérrez. Como vicepresidentes fueron electos Davor Mimica Davet (primera mayoría), Camilo Bastías Flores, Yanna Sobarzo Ortega, Juana Regular Quezada, Pablo de la Cerca Siena y Mauricio Aguilera Muñóz, todos quienes asumieron sus cargos el día 16 de noviembre de 2020.

#### Elecciones de 2021

##### Elecciones de convencionales constituyentes y municipales
El 3 de diciembre de 2020, en la sede central del Partido Socialista, participó del acuerdo de Unidad Constituyente, formado por los partidos por la Democracia (PPD), Radical (PR), Demócrata Cristiano (DC), Progresista (PRO), para realizar «consultas ciudadanas» en 85 comunas del país, de cara a las elecciones municipales de abril de 2021.
El 11 de enero de 2021, como parte de Unidad Constituyente, inscribieron 7 candidaturas a la Convención Constitucional, de los cuales seis fueron independientes, siendo Rodrigo Rettig Vargas, secretario general, candidato por el distrito n° 12, de la Región Metropolitana y que formaron parte de la «Lista del Apruebo».

##### Elección presidencial
Inicialmente, el partido se había manifestado a favor de apoyar a Heraldo Muñoz y Ximena Rincón en una eventual primaria presidencial de Unidad Constituyente. Sin embargo, esta primaria no se pudo materializar, ya que tanto el presidente del PPD, Heraldo Muñoz, como la entonces abanderada de la Democracia Cristiana, depusieron sus precandidaturas presidenciales, a favor de la abanderada socialista, Paula Narváez.
Ciudadanos consiguió un pobre desempeño tanto en las elecciones municipales, como en las de convencionales constituyentes. Tras esto, más de 50 militantes pidieron la renuncia de la mesa directiva, incluyendo a la presidenta del partido, María Ignacia Gómez, por el resultado obtenido en todo el territorio nacional.
A mediados de julio, la Juventud Ciudadanos manifestó su apoyo a una eventual candidatura de la senadora DC Yasna Provoste, apelando a una candidatura única y exclusiva de Unidad Constituyente. El 5 de agosto, días antes de la primaria de Unidad Constituyente, oficializaron su apoyo a Yasna Provoste. Decisión que fue cuestionada por Andrés Velasco, diciendo que aquel apoyo no fue consultado con las bases ni los órganos intermedios del partido, tratándose sino de una decisión a puertas cerradas de la directiva de Ciudadanos, además agregó que “todos los Ciudadanos (militantes) conversaron, y yo también, estamos con Paula Narváez". Frente a dicha crítica, la presidenta del partido, María Ignacia Gómez, dijo que la decisión fue tomada por el Consejo General del partido, previa consulta con las bases a través de asambleas donde participaron militantes, adherentes e independientes.

## Ideología
Ciudadanos se manifestaba como «un partido político liberal igualitario que promovía tanto la libertad en su faz negativa como positiva, y la igualdad, esta última en su vertiente relacional y de condiciones de vida material». Su fin era «servir al propósito de realizar las transformaciones que Chile hoy requiere, protegiendo con firmeza la democracia, a la que considera el mejor sistema para garantizar la libertad e igual dignidad de todos los ciudadanos, y para evitar el uso arbitrario y abusivo del poder». Uno de los ejes ideológicos de la colectividad era la realización de reformas políticas, principalmente al sistema binominal que regía en el país. Otras propuestas del movimiento fueron el límite a la reelección de cargos, el matrimonio igualitario, el aborto libre y la legalización de la marihuana.

## Símbolos

Símbolo de Ciudadanos (2018-2022)

El logotipo oficial de Ciudadanos estuvo compuesto por un isotipo que simbolizaba la confluencia de personas diversas representadas por segmentos de colores, morado, rojo, naranjo y celeste, hacia un centro común, describiendo en la suma de las partes de su disposición la forma de una letra C, inicial del nombre del partido. Desde el centro de este símbolo, nacía la palabra Ciudadanos, la que se construyó en letras mayúsculas de color morado. Al inferior del nombre del partido y ajustada a la derecha, aparecía la leyenda "Somos Todos" en letras de color morado.

## Estructura

### Presidentes
| Titular                      | Inicio                   | Final                    |
| ---------------------------- | ------------------------ | ------------------------ |
| Álex Olivares Contreras      | 15 de agosto de 2015     | 11 de diciembre de 2016  |
| Andrés Velasco Brañes        | 11 de diciembre de 2016  | 9 de enero de 2018       |
| Roberto Opazo Barrientos     | 9 de enero de 2018       | 21 de septiembre de 2018 |
| María Ignacia Gómez Martínez | 21 de septiembre de 2018 | 3 de febrero de 2022     |

### Secretarios generales
| Titular               | Inicio                  | Final                |
| --------------------- | ----------------------- | -------------------- |
| Viviana Pérez         | 11 de diciembre de 2016 | 17 de agosto de 2018 |
| José Gabriel Krauss   | agosto de 2018          | febrero de 2020      |
| Rodrigo Rettig Vargas | febrero de 2020         | 3 de febrero de 2022 |

### Prosecretarios
| Titular               | Inicio              | Final                |
| --------------------- | ------------------- | -------------------- |
| Patricio Sainz Reyes  | 16 de enero de 2019 | 1 de octubre de 2019 |
| Nicolás Navarrete     | octubre de 2019     | febrero de 2020      |
| Pilar Maulén Gómez    | febrero de 2020     | septiembre de 2020   |
| Felipe Urquieta Feliú | junio de 2021       | diciembre de 2021    |

## Resultados electorales

### Elecciones parlamentarias
|  | 0,51 % |

|  | 2,74 % |

|  | 0,43 % |

### Elecciones municipales
|  | 0,24 % |

|  | 0,17 % |

### Elecciones de consejeros regionales
|  | 0,24 % |

|  | 0,49 % |

### Elecciones de convencionales constituyentes
| Elección | Votos  | % de votos      | Escaños |
| -------- | ------ | --------------- | ------- |
| 2021     | 21 436 | \| \| 0,38 % \| | 0/155   |
|          | 0,38 % |                 |         |